# 千代松大耕
千代松 大耕（ちよまつ ひろやす、1973年（昭和48年）10月3日 - ）は、日本の政治家。大阪府泉佐野市長（4期）。元泉佐野市議会議員（4期）。

## 来歴
泉佐野市松原出身。泉佐野市立第一小学校、泉佐野市立佐野中学校、同志社香里高等学校、同志社大学経済学部卒業。大学時代は体育会アメリカンフットボール部に所属した。柔道二段。アメリカ合衆国のリンカーン大学大学院修了後、1999年に堀場製作所に入社。
2000年、泉佐野市議会議員補欠選挙に立候補して当選する。その後、4期連続で当選。
2004年に泉佐野市議会副議長、2006年に泉佐野市監査委員（議会選出）、2008年に泉佐野市議会議長に就任する。議員在職中の2003年に大阪府立大学大学院、2005年に和歌山大学大学院を修了する。またこの間、泉佐野青年会議所理事長、佐野中校区青少年指導員会会長も務める。
2011年2月19日、泉佐野市長の新田谷修司が、4月の大阪府議会議員選挙に大阪維新の会から立候補する意向を表明した。新田谷は4月1日付で辞職。千代松は4月24日に行われた市長選挙に立候補し、初当選した。
2014年度で、財政健全化団体からの脱出を達成する。
2015年、自民党、民主党、公明党、次世代の党の推薦を受け、泉佐野市長に再選。
2019年、自民、公明の推薦を受け、泉佐野市長に3選。
2023年、自民、公明、維新の推薦を受け、泉佐野市長に無投票で4選。

## 市政・人物
育鵬社の教科書を採用
2014年6月2日、「教育再生首長会議」が発足。事務局は育鵬社の教科書を推奨する「一般財団法人日本教育再生機構」に置かれ、会長には山口県防府市長の松浦正人が就任した。千代松もほどなく市長として、教育再生首長会議に参加した。2015年1月27日、千代松ら教育再生首長会議のメンバーは首相官邸で安倍晋三首相と面会。安倍は「教育委員会制度改革で、首長の役割が一層重要になる」と強調した。さらに同年4月、文部科学省は、事前の教員らによる選考会議の順位付けについて「拘束力があるかのような取り扱いはしないこと」との通知を、自治体教育委員会に通知した。
2015年8月19日、泉佐野市教育委員会は、市立中学校5校で翌年度から4年間使用する歴史と公民の教科書に、育鵬社版を初めて採択した。教員や保護者らで構成される選定審議会の育鵬社版の評価は、歴史が8社中6番目、公民が7社中5番目だったが、19日の教育委員会議では「学習指導要領の内容に最も適している」として、6人中5人の教育委員が推し、採択された。メディアは「首長の意をくんだ教育委員による強行」「教育委員の任命権は首長にある。教育現場の意見が軽んじられ、政治家の影響が強まるのは問題」と報じた。
2020年、大阪府内では他社版に切り替える動きが相次いだ。泉佐野市教委は8月18日、市立中学校で翌年度から4年間使用する教科書について、歴史は東京書籍版を採択したが、公民は育鵬社版を継続して採択し、孤塁を守った。この年、同社は公民で前年度比約9割減の4,287冊（占有率0.4％）、歴史も約8割減の12,533冊（同1.1％）と大幅にシェアを縮小した。
その他
- 2013年11月、中沢啓治の漫画「はだしのゲン」について、具体的な差別表現を例示の上で「差別的表現が多い」「問題があるので何らかの対応が必要」と教育長に伝えた。それを受けた教育長は、市長の要請として「はだしのゲン」を図書室から校長室に移すよう指示した。2014年1月には、市教委は所有する学校から回収・保管した。市教委は、2014年3月に各校に返却している[17]。千代松市長は取材に対し、人権教育の観点から指摘したとすると共に、教委に対して漫画を読んだ子への個別指導の必要性を伝えたとしている[18]（はだしのゲン#泉佐野市立小中学校における回収措置も参照）。
- 2018年、2017年度のふるさと納税で泉佐野市に対する寄付金が日本一になった[19]。総務省は高すぎる返礼割合について見直すよう何度となく要請したが効果はなく、総務省が行った調査に対しても泉佐野市は未回答だった。総務省はふるさと納税制度そのものの見直しを検討することとなった[20]。
- 龍馬プロジェクト に参加しており、首長会メンバーに名を連ねる[21]。

## 所属団体・関連団体
- 明治の日を作る首長会[22]